# Calytrix carinata
Calytrix carinata är en myrtenväxtart som beskrevs av Lyndley Alan Craven. Calytrix carinata ingår i släktet Calytrix och familjen myrtenväxter. Inga underarter finns listade i Catalogue of Life.